# ニミュエ 選ばれし少女
『ニミュエ 選ばれし少女』（原題: Cursed）は、アメリカ合衆国のファンタジー・テレビドラマシリーズである。フランク・ミラー、トム・ウィーラーによるグラフィック・ノベルを原作に、アーサー王伝説の湖の乙女ニミュエの冒険を描く。出演はキャサリン・ラングフォード、デヴォン・テレル、グスタフ・スカルスガルドなど。2020年7月17日にNetflixオリジナル作品として全世界へ配信された。
シーズン1をもって打ち切られた。

## あらすじ
イングランドがローマ帝国の支配下にあり、キリスト教が異教的な生き物や知識を敵視する時代を舞台とする。魔力や羽、角などを持つ妖精族フェイ、その絶滅をはかるキリスト教の"赤の騎士"の軍団、イングランドの支配を求めるウーサー王と"氷の王"カンバーの四者が争う。シリーズはフェイの少女のニミュエ、人間の傭兵のアーサー、ドルイドの魔法使いのマーリンを中心に描く。
ニミュエの故郷の村は赤の騎士と呼ばれるキリスト教徒の軍団に焼かれ、フェイは散り散りとなる。ニミュエは死の間際の母からマーリンに渡すよう頼まれた"力の剣"を持ち、アーサーに助けられて赤の騎士から逃げ、生き残りのフェイに合流する。マーリンの仕えるウーサー王と、カンバー王は王座に権威をもたらす"力の剣"を求める。ニミュエは父と知ったマーリンと会い、フェイを率いるも、ウーサー王と赤の騎士の軍団に包囲される。ニミュエは自分と剣をウーサー王に差し出す代わりにフェイの安全を求める。これを知った赤の騎士はウーサー王を裏切り、カンバー王と結びついてフェイを皆殺しにしようとする。カンバー王に敵対する海賊がフェイに味方して救う。ニミュエは赤の騎士の指導者カーデン神父を倒すも、自らは矢で射られて水に落ちる。

## 登場人物とキャスト

### メイン
- キャサリン・ラングフォード - ニミュエ：湖の乙女となる魔力の強いフェイ
- デヴォン・テレル（英語版）- アーサー：若い傭兵
- グスタフ・スカルスガルド - マーリン：ウーサー王に仕えるドルイドの魔法使い
- ピーター・マラン - カーデン神父：赤の騎士の軍団の指導者
- リリー・ニューマーク - ピム：ニミュエの友人
- シャローム・ブリューヌ＝フランクリン（英語版）- シスター・イグレーン/モルガナ：アーサーの姉の修道女
- ダニエル・シャーマン - "泣き顔の修道士"/ランスロット
- セバスチャン・アルメスト - ウーサー王
- ベラ・デイン - グィネヴィア
- マット・ストーキー - "緑の騎士"/ガウェイン

### リカーリング
- エミリー・コーツ - シスター・アイリス：シスター・イグレーンの同僚
- Sophie Harkness - シスター・セリア：シスター・イグレーンの同僚で恋人
- ビリー・ジェンキンス - 従者/パーシヴァル
- ポリー・ウォーカー - レディ・ルネット：ウーサー王の母
- Jóhannes Haukur Jóhannesson - カンバー：氷の王
- Adaku Ononogbo - カーゼ：ニミュエに同行するフェイ
- クライブ・ラッセル - ロス：フェイの指導者のひとり

## エピソード
| 通算 話数 | タイトル                                      | 監督            | 脚本            | 公開日        |
| --- | --------------------------------------------- | --------------- | --------------- | ------------- |
| 1 | "ニミュエ" "Nimue"                            | Zetna Fuentes   | Tom Wheeler     | 2020年7月17日 |
| 強い魔力を持つフェイのニミュエは友人のピムとともに旅に出ようとして、若い傭兵アーサーと知り合う。生まれ故郷の村に戻ると、カーデン神父率いる赤の騎士の大軍に襲われており、瀕死の母に"力の剣"を託されマーリンに渡すよう頼まれる。 |                                               |                 |                 |               |
| 2 | "呪われた子" "Cursed"                         | Zetna Fuentes   | Tom Wheeler     | 2020年7月17日 |
| "狼の血の魔女"と呼ばれるようになったニミュエは"力の剣"を持って赤の騎士や"泣き顔の修道士"から逃げ、アーサーに再会して助けられる。アーサーは修道院にニミュエを預け、剣を持って立ち去る。魔力を無くして酔っ払いと化したマーリンは異変の起きたウーサー王の城から逃げ出し、"やもめ"に会う。 |                                               |                 |                 |               |
| 3 | "孤独" "Alone"                                | Daniel Nettheim | Ayush Anand     | 2020年7月17日 |
| ニミュエはアーサーの姉モルガナのいる修道院に預けられ、"力の剣"に王を定める力があると知り、赤の騎士たちに追われて逃げ出す。アーサーは叔父の下に行き試合に出ようとするが、剣をニミュエから盗んだことがばれて囚われる。 |                                               |                 |                 |               |
| 4 | "赤く染まる湖" "The Red Lake"                 | Daniel Nettheim | Rachel Shukert  | 2020年7月17日 |
| ニミュエはフェイの生き残りに拾われる。アーサーは剣を置いて逃げ、ニミュエに再会する。ニミュエは赤の騎士を追いかけて彼らが"悪魔の歯"と呼ぶ剣を取り戻し、湖で彼らを惨殺する。ニミュエとアーサーはフェイの生き残りが集まるニモスを見つける。ピムは生き延びている。モルガナも修道院を出る。マーリンは癩者の王ルーゲンに面会し"フェイの火"を盗み出す。 |                                               |                 |                 |               |
| 5 | "縁結び" "The Joining"                        | Daniel Nettheim | Leila Gerstein  | 2020年7月17日 |
| ニミュエはモルガナに再会し、イェヴァにマーリンへの手紙を託す。"縁結びの夜"、家族同然の"緑の騎士"ガウェインがニモスに来る。モルガナとニミュエを憎むシスター・アイリスは修道院に火を放ち、ニモスに紛れ込む。ピムは海賊船に乗る。ウーサー王と、"氷の王"カンバーはともに"力の剣"を手に入れて王座を権威づけしようとする。ニミュエはマーリンが実の父であることを知る。 |                                               |                 |                 |               |
| 6 | "フェスタとモレイ" "Festa and Moreli"         | Jon East        | William Wheeler | 2020年7月17日 |
| ニミュエはカーゼとモルガナを伴って城の廃墟に行き、マーリンに会う。魔力で過去を見せられ、母がマーリンの身体から"力の剣"を引き出し、愛し合ったことを知る。マーリンは"力の剣"の危険を説き、"フェイの火"で溶かそうと訴える。だがウーサー王の追手が迫り、ニミュエは逃げる。"泣き顔の修道士"はフェイの食料に火をつけて追い詰める。 |                                               |                 |                 |               |
| 7 | "フィッシャーマンの歌" "Bring Us In Good Ale" | Jon East        | Tom Wheeler     | 2020年7月17日 |
| ニミュエとガーゼとモルガナはクモの化身カリアッハの洞窟に隠れ、モルガナは死んだはずの恋人シスター・セリアの差し出すクモを体内に入れる。食料調達に出かけたガウェインとアーサーは赤の騎士と"泣き顔の修道士"に包囲されるが、ニミュエの魔法で救われる。ニモスに戻ったニミュエは迷いを捨て、フェイの女王であると宣言する。ピムは海賊に赤の騎士を襲わせる。マーリンはウーサー王の出生の秘密を知る証人を氷の王のもとに連れていく。ルーゲン王に雇われたフィッシャーマンがマーリンを狙う。 |                                               |                 |                 |               |
| 8 | "フェイの女王" "The Fey Queen"                | Jon East        | Robbie Thompson | 2020年7月17日 |
| フェイを船で逃がすまでの時間を稼ぐため、ニミュエは自らを囮にし、アーサーの叔父エクター卿が治めるグラメアーを赤の騎士から奪う。捕えられていたピムに再会する。"泣き顔の修道士"がガウェインを捕える。マーリンは氷の王にニミュエの保護を求めて拒否される。自らが王の子でないことを知ったウーサー王に、氷の王に拒否された赤の騎士の軍団が味方する。 |                                               |                 |                 |               |
| 9 | "毒" "Poisons"                                | Sarah O'Gorman  | Tom Wheeler     | 2020年7月17日 |
| マーリンはフィッシャーマンの襲撃を退け、グラメアーに入ってニミュエに会う。ウーサー王と赤の騎士の軍団がグラメアーを包囲する。ガウェインは赤の騎士に拷問されるが、"泣き顔の修道士"の正体がフェイである秘密を守る。ウーサー王は出生の秘密を知る王大后を毒殺し、剣とニミュエの身柄と引き換えにフェイを逃がそうとするが、カーデン神父はあくまでフェイの絶滅を求めて氷の王に近づく。 |                                               |                 |                 |               |
| 10 | "すべては民のために" "The Sacrifice"          | Sarah O'Gorman  | Tom Wheeler     | 2020年7月17日 |
| マーリンはウーサー王のもとに赴き、刺されるも死なない。ニミュエの命令で、アーサーはフェイを率いて船に乗ろうとするも、カンバー王の軍が襲う。だが海賊の軍勢がカンバー軍を攻め、フェイを救う。ニミュエは剣をモルガナに託す。モルガナが"やもめ"を倒すと、みずからが"やもめ"の姿となる。ガウェインは死ぬ。フェイであるがゆえにフェイを探索する能力を持っていた"泣き顔の修道士"ランスロットはパーシヴァルと共に赤の騎士から逃げ出す。ニミュエはウーサー王のもとに出頭する。赤の騎士の軍がウーサー王の軍を襲い、ニミュエはモルガナのもたらした剣でカーデン神父を殺す。だがシスター・アイリスの矢に射られて水に落ちる。 |                                               |                 |                 |               |

## 製作
2018年3月28日、Netflixは本作の製作を発表した。2019年1月、イギリスのディープカットにある陸軍の遊休地でセット作りが始まった。2019年3月から撮影が開始され、2019年9月まで続いた。